# Boundaries (2016)
Boundaries (em Francês: Pays) é um filme dramático canadense  dirigido por Chloé Robichaud. Teve sua estreia no Festival Internacional de Cinema de Toronto de 2016.

## Sinopse
Félixe é um recém-eleito membro canadense do Parlamento que faz parte de uma delegação para a pequena nação insular da Besco para negociar o investimento canadense na indústria mineira da nação em dificuldades. Danielle é a presidente do país, e Emily é uma mediadora envolvida nas conversas de investimento.

## Elenco
- Emily Price (Emily VanCamp)
- Danielle Richard (Macha Grenon)
- Félixe Nasser-Villeray (Nathalie Doummar)[2]

## Recepção
No agregador de críticas dos Estados Unidos, o Rotten Tomatoes, na pontuação onde a equipe do site categoriza as opiniões da  grande mídia e da mídia independente apenas como positivas ou negativas, o filme tem um índice de aprovação de 80% calculado com base em 5 comentários dos críticos. Por comparação, com as mesmas opiniões sendo calculadas usando uma média aritmética ponderada, a nota alcançada é 6,10/10.
Em sua crítica na Slant Magazine, Wes Greene avaliou com uma nota de 3/4 dizendo que "as mudanças de tom chocantes e experimentais do filme refletem o lado desordenado da vida em que os três personagens principais se encontram."